# Bella Block: Stille Wasser
Stille Wasser ist die vorletzte Folge der ZDF-Krimireihe Bella Block und wurde 2017 erstausgestrahlt. Bella Block untersucht als Privatperson in Grahlsee, einer Kleinstadt Brandenburgs, den Tod eines Bordellbesuchers.